# 大阪旭郵便局
大阪旭郵便局（おおさかあさひゆうびんきょく）は、大阪府大阪市旭区にある郵便局。民営化前の分類では集配普通郵便局であった。

## 概要
住所：〒535-8799 大阪府大阪市旭区大宮一丁目20-8

## 沿革
- 1977年（昭和52年）7月11日 - 大阪旭郵便局として、旭区大宮一丁目に開局[1]。地下１階、地上２階、延べ面積５３０９平方メートル[2]。旭区内の集配業務を都島郵便局より移管。
- 1990年（平成2年）3月23日 - 花の万博の開催に合わせ、大阪市周辺の主な郵便局40局において、風景印を花をかたどった変形印に変更（当局は旭区の花である花しょうぶ）。
- 1999年（平成11年） - 外国通貨の両替および旅行小切手の売買に関する業務取扱を開始。
- 2007年（平成19年）10月1日 - 民営化に伴い、併設された郵便事業大阪旭支店に集配業務などを移管。
- 2012年（平成24年）10月1日 - 日本郵便株式会社発足に伴い、郵便事業大阪旭支店を大阪旭郵便局に統合。

## 取扱内容
- 郵便、印紙、ゆうパック、内容証明
- 貯金、為替、振替、振込、国際送金、国債、投資信託
- 生命保険、バイク自賠責保険、自動車保険
- 地方公共団体事務（大阪市ごみ処理券の販売、市バス・地下鉄優待乗車証の交付）
- ゆうちょ銀行ATM
- 大阪市旭区内（「535-00xx」区域）の集配業務および都島区内（「534-00xx」区域）の取集業務
- ゆうゆう窓口

## 周辺
- 大阪市旭区役所
- 旭消防署
- 大阪府立旭高等学校

## アクセス
- 京阪本線 森小路駅もしくは地下鉄谷町線 千林大宮駅より徒歩約5分
- 大阪シティバス 森小路停留所下車
- 阪神高速守口線 城北出口から東へ約1km
- 国道1号沿い
- 駐車場あり：4台